# سیارک ۷۱۸

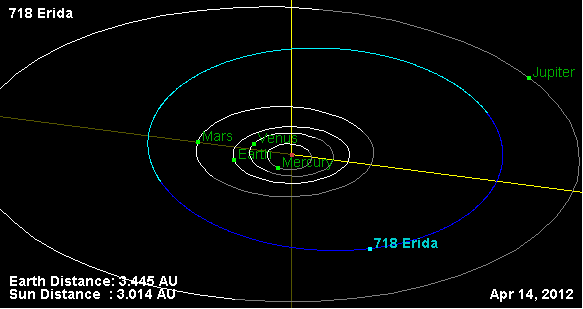
نمایی از محل قرارگیری سیارک ۷۱۸ در مدار – ۲۰۱۲

سیارک ۷۱۸ (به انگلیسی: 718 Erida، نامگذاری:1911MS) هفتصد و هجدهمین سیارک کشف شده‌است که در ۲۹ سپتامبر ۱۹۱۱ و در وین کشف شد.
قدر مطلق سیارک برابر ۹٫۸۰ است.